# Los Guayos (Venezuela)
Pour les articles homonymes, voir Los Guayos.
 (août 2021).
Si vous disposez d'ouvrages ou d'articles de référence ou si vous connaissez des sites web de qualité traitant du thème abordé ici, merci de compléter l'article en donnant les références utiles à sa vérifiabilité et en les liant à la section « Notes et références ».
Los Guayos est une ville de l'État de Carabobo au Venezuela, capitale de la paroisse civile de Los Guayos et chef-lieu de la municipalité de Los Guayos. Située au nord-ouest du lac de Valencia, elle est intégrée à la région métropolitaine de Valencia, capitale de l'État.

## Histoire
(août 2021).
Le 20 février 1694, don Francisco Berroterán, gouverneur de la Province du Venezuela, constitue Los Guayos comme « village d'indiens ». La région était habitée par la tribu des Guayos.
Le 6 juin 1710 le pretre Mariano de Martí a fait de « Los Guayos » une paroisse.
En 1751, les habitants de Los Guayos font partie des protestes nationales dirigées par Francisco de León contre la Compañía Guipuzcoana.
En 1812, Francisco de Miranda organise des troupes dans le village pour défendre la région contre les troupes du Roi. Les troupes était en train de gagner un combat contre les Espagnols quand un officier d'origine espagnole l'abandonne et aide l'ennemie. La troupe doit se disperser.